# Mona Barthelová
Mona Barthelová (* 11. července 1990 Bad Segeberg) je německá profesionální tenistka. Ve své dosavadní kariéře na okruhu WTA Tour vyhrála čtyři turnaj ve dvouhře a tři ve čtyřhře. K nim přidala jednu deblovou trofej v sérii WTA 125. V rámci okruhu ITF získala pět titulů ve dvouhře a jeden ve čtyřhře.
Na žebříčku WTA byla nejvýše ve dvouhře klasifikována v březnu 2013 na  23. místě a ve čtyřhře pak v září 2015 na 63. místě. Trénuje ji krajan Christopher Kas. Dříve tuto roli plnil Somke Capell.
Na nejvyšší grandslamové úrovni se probojovala minimálně do třetího kola všech turnajů kromě Wimbledonu. Osmifinále pak poprvé dosáhla na Australian Open 2017. V soutěži ženské čtyřhry se rovněž dokázala dostat nejdále do třetí fáze, když ve Wimbledonu 2015 společně s Ukrajinkou Ljudmylou Kičenokovou nestačily na ruský pár Jekatěrina Makarovová a Jelena Vesninová.
V německém týmu Billie Jean King Cupu debutovala v roce 2013 dubnovou baráží světové skupiny proti Srbsku, v němž nejprve ve třech setech podlehla Aně Ivanovićové, aby následně stejným poměrem setů porazila nad Bojanu Jovanovskou. Němky v sérii zvítězily 3:2 na zápasy. Do listopadu 2023 v soutěži nastoupila ke třem mezistátním utkáním s bilancí 2–1 ve dvouhře a 0–1 ve čtyřhře.
Německo reprezentovala na Letních olympijských hrách 2012 v Londýně, kde v úvodním kole ženské dvouhry nestačila na Urszulu Radwańskou po dvousetovém průběhu.

## Osobní život
Narodila se roku 1990 v Bad Segebergu do rodiny lékaře Wolfganga a učitelky Hannelore Barthelových. Matka má velký doktorát v pedagogice. Starší sestra Sunna hrála tenis na profesionální úrovni, ale po vážném zranění ramene ukončila kariéru. K tenisu jí ve třech letech přivedla rodina, jelikož se mu v té době už věnovala její sestra. Preferuje tvrdý povrch.

## Finále na okruhu WTA Tour
| Legenda                           |
| --------------------------------- |
| D – dvouhra; Č – čtyřhra          |
| Grand Slam (0)                    |
| Turnaj mistryň (0)                |
| Premier Mandatory & Premier 5 (0) |
| Premier (1–0 D; 2–0 Č)            |
| International (3–3 D; 1–1 Č)      |

### Dvouhra: 7 (4–3)
| Stav       | č. | datum             | turnaj                 | povrch    | soupeřka ve finále    | výsledek           |
| ---------- | -- | ----------------- | ---------------------- | --------- | --------------------- | ------------------ |
| Vítězka    | 1. | 14. ledna 2012    | Hobart, Austrálie      | tvrdý     | Yanina Wickmayerová   | 6–1, 6–2           |
| Finalistka | 1. | 12. ledna 2013    | Hobart, Austrálie      | tvrdý     | Jelena Vesninová      | 3–6, 4–6           |
| Vítězka    | 2. | 3. února 2013     | Paříž, Francie         | tvrdý (h) | Sara Erraniová        | 7–5, 7–6(7–4)      |
| Vítězka    | 3. | 20. července 2014 | Båstad, Švédsko        | antuka    | Chanelle Scheepersová | 6–3, 7–6(7–3)      |
| Finalistka | 2. | 19. července 2015 | Båstad, Švédsko        | antuka    | Johanna Larssonová    | 3–6, 6–7(2–7)      |
| Finalistka | 3. | 25. října 2015    | Lucemburk, Lucembursko | tvrdý (h) | Misaki Doiová         | 4–6, 7–6(9–7), 0–6 |
| Vítězka    | 4. | 6. května 2017    | Praha, Česko           | antuka    | Kristýna Plíšková     | 2–6, 7–5, 6–2      |

### Čtyřhra: 4 (3–1)
| Stav       | č. | datum          | turnaj                 | povrch     | spoluhráčka           | soupeřky ve finále                                   | výsledek         |
| ---------- | -- | -------------- | ---------------------- | ---------- | --------------------- | ---------------------------------------------------- | ---------------- |
| Vítězka    | 1. | 28. dubna 2013 | Stuttgart, Německo     | antuka (h) | Sabine Lisická        | Bethanie Mattek-Sandsová Sania Mirzaová              | 6–4, 7–5         |
| Finalistka | 1. | 21. září 2014  | Soul, Jižní Korea      | tvrdý      | Mandy Minellaová      | Lara Arruabarrenová Irina-Camelia Beguová            | 3–6, 3–6         |
| Vítězka    | 2. | 25. října 2015 | Lucemburk, Lucembursko | tvrdý (h)  | Laura Siegemundová    | Anabel Medina Garriguesová Arantxa Parra Santonjaová | 6–2, 7–6(7–2)    |
| Vítězka    | 3. | duben 2019     | Stuttgart, Německo (2) | antuka (h) | Anna-Lena Friedsamová | Anastasija Pavljučenkovová Lucie Šafářová            | 2–6, 6–3, [10–6] |

## Finále série WTA 125
| Legenda                  |
| ------------------------ |
| D – dvouhra; Č – čtyřhra |
| WTA 125 (0–1 D; 1–1 Č)   |

### Dvouhra: 1 (0–1)
| Stav       | č. | datum        | turnaj                 | povrch | soupeřka ve finále | výsledek |
| ---------- | -- | ------------ | ---------------------- | ------ | ------------------ | -------- |
| Finalistka | 1. | 9. září 2018 | Chicago, Spojené státy | tvrdý  | Petra Martićová    | 4–6, 1–6 |

### Čtyřhra: 2 (1–1)
| Stav       | č. | datum          | turnaj                 | povrch | spoluhráčka       | soupeřky ve finále                 | výsledek |
| ---------- | -- | -------------- | ---------------------- | ------ | ----------------- | ---------------------------------- | -------- |
| Vítězka    | 1. | 9. září 2018   | Chicago, Spojené státy | tvrdý  | Kristýna Plíšková | Asia Muhammadová Maria Sanchezová  | 6–3, 6–2 |
| Finalistka | 1. | 22. srpna 2021 | Chicago, Spojené státy | Hard   | Sie Jü-ťie        | Eri Hozumiová Peangtarn Plipuečová | 5–7, 2–6 |

## Finále na okruhu ITF
| Dotace turnajů okruhu ITF | Dotace turnajů okruhu ITF |
| ------------------------- | ------------------------- |
| 100 000 $ tournaments     | 80 000 $ tournaments      |
| 75 000 $ tournaments      | 60 000 $ tournaments      |
| 50 000 $ tournaments      | 25 000 $ tournaments      |
| 15 000 $ tournaments      | 10 000 $ tournaments      |

### Dvouhra: 10 (5–5)
| Stav       | Č.  | Datum             | Turnaj                         | Povrch    | Soupeřka ve finále     | Výsledek       |
| ---------- | --- | ----------------- | ------------------------------ | --------- | ---------------------- | -------------- |
| Finalistka | 1.  | 19. července 2008 | Frinton, Spojené království    | tráva     | Tara Mooreová          | 5–7, 1–6       |
| Finalistka | 2.  | 26. července 2008 | Gausdal, Norsko                | tvrdý     | Svenja Weidemannová    | 2–6, 3–6       |
| Vítězka    | 3.  | 24. ledna 2010    | Wrexham, Spojené království    | tvrdý     | Anne Kremerová         | 6–1, 6–1       |
| Vítězka    | 4.  | 10. dubna 2010    | Torhout, Belgie                | tvrdý (h) | Rebecca Marinová       | 2–6, 6–4, 6–2  |
| Vítězka    | 5.  | 23. ledna 2011    | Andrézieux-Bouthéon, Francie   | tvrdý (h) | Stephanie Vogtová      | 6–3, 3–6, 6–4  |
| Finalistka | 6.  | 6. února 2011     | Sutton, Spojené království     | tvrdý (h) | Kristina Mladenovicová | 3–6, 6–1, 2–6  |
| Finalistka | 7.  | 7. srpna 2011     | The Bronx, Spojené státy       | tvrdý     | Andrea Hlaváčková      | 6–7(8–10), 3–6 |
| Vítězka    | 8.  | 18. září 2011     | Mestre, Itálie                 | antuka    | Garbiñe Muguruzaová    | 7–5, 6–2       |
| Vítězka    | 9.  | 25. září 2011     | Shrewsbury, Spojené království | tvrdý     | Heather Watsonová      | 6–0, 6–3       |
| Finalistka | 10. | 14. srpna 2022    | Danderyd, Švédsko              | antuka    | Brenda Fruhvirtová     | 1–6, 3–6       |

### Čtyřhra: 3 (1–2)
| Stav       | Č. | Datum             | Turnaj            | Povrch    | Spoluhráčka       | Soupeřky ve finále                        | Výsledek         |
| ---------- | -- | ----------------- | ----------------- | --------- | ----------------- | ----------------------------------------- | ---------------- |
| Finalistka | 1. | 26. července 2008 | Gausdal, Norsko   | tvrdý     | Svenja Weidemann  | Tegan Edwards Marcella Koek               | 6–1, 4–6, [8–10] |
| Finalistka | 2. | 28. února 2010    | Biberach, Německo | tvrdý (h) | Carmen Klaschková | Stéphanie Cohenová-Alorová Selima Sfarová | 7–5, 1–6, [5–10] |
| Vítězka    | 1. | 9. dubna 2010     | Torhout, Belgie   | tvrdý (h) | Justine Ozgaová   | Hana Birnerová Jekatěrina Byčkovová       | 7–5, 6–2         |

## Postavení na konečném žebříčku WTA

### Dvouhra
| Rok    | 2007 | 2008   | 2009   | 2010   | 2011  | 2012  | 2013  | 2014  | 2015  | 2016   | 2017  | 2018  | 2019   | 2020   |
| Pořadí | 937. | ▲ 516. | ▲ 356. | ▲ 208. | ▲ 67. | ▲ 39. | ▲ 34. | ▼ 43. | ▼ 44. | ▼ 183. | ▲ 48. | ▼ 81. | ▼ 172. | ▼ 229. |

### Čtyřhra
| Rok    | 2007 | 2008 | 2009   | 2010   | 2011 | 2012   | 2013  | 2014   | 2015  | 2016   | 2017   | 2018   | 2019   | 2020   |
| Pořadí | –    | 614. | ▼ 620. | ▲ 350. | –    | ▲ 255. | ▲ 89. | ▼ 111. | ▲ 67. | ▼ 787. | ▲ 232. | ▲ 134. | ▲ 106. | ▼ 129. |